# Рюстенбург, Вим
Вим Рустенбург (Рюстенбург) (нидерл. Wim Rustenburg, 1906—1976) — голландский шашист (международные шашки). Чемпион Голландии (1931). Один из сильнейших шашистов страны в 1930-е годы. Национальный гроссмейстер.
По профессии, как и его отец Бернар Рюстенбург, парикмахер.

## Спортивные результаты
Чемпионат мира по международным шашкам среди мужчин
- 1928  — 4-6 место

Чемпионат Нидерландов по шашкам среди мужчин
- 1929 — 4 место
- 1930 — 6-7 место
- 1931 — 1 место
- 1932 — 6-7 место
- 1933 — 5-6 место
- 1934 — 3 место
- 1935 — 2 место
- 1936 — 2 место
- 1937 — 3 место
- 1938 — 5-7 место
- 1939 — 9 место
- 1940 — 2 место
- 1950 — 9 место